# Сере ла Ронд
Сере ла Ронд (фр. Céré-la-Ronde) је насељено место у Француској у региону Центар, у департману Ендр и Лоара.
По подацима из 2011. године у општини је живело 451 становника, а густина насељености је износила 9,17 становника/km².

## Демографија
| 1962. | 1968. | 1975. | 1982. | 1990. | 2011. |
| ----- | ----- | ----- | ----- | ----- | ----- |
| 658   | 636   | 567   | 477   | 435   | 451   |